# Greta umbrana
Greta umbrana är en fjärilsart som beskrevs av Richard Haensch 1909. Greta umbrana ingår i släktet Greta och familjen praktfjärilar. Inga underarter finns listade i Catalogue of Life.